# Кошаркашка репрезентација Литваније
Кошаркашка репрезентација Литваније представља Литванију на међународним кошаркашким такмичењима.

## Учешће на међународним такмичењима

### Олимпијске игре(7)
| Година | Домет                | Ут.              | Доб.             | Изг.             | Позиција         |
| ------ | -------------------- | ---------------- | ---------------- | ---------------- | ---------------- |
| 1992.  | Утакмица за 3. место | 8                | 6                | 2                |                  |
| 1996.  | Утакмица за 3. место | 8                | 5                | 3                |                  |
| 2000.  | Утакмица за 3. место | 8                | 5                | 3                |                  |
| 2004.  | Утакмица за 3. место | 8                | 6                | 2                | 4.               |
| 2008.  | Утакмица за 3. место | 8                | 5                | 3                | 4.               |
| 2012.  | Четвртфинале         | 6                | 2                | 4                | 8.               |
| 2016.  | Четвртфинале         | 6                | 3                | 3                | 7.               |
| 2020.  | Није учествовала     | Није учествовала | Није учествовала | Није учествовала | Није учествовала |
| Укупно | —                    | 52               | 32               | 20               | —                |

### Светско првенство(6)
| Година | Домет                | Ут.              | Доб.             | Изг.             | Позиција         |
| ------ | -------------------- | ---------------- | ---------------- | ---------------- | ---------------- |
| 1994.  | Није учествовала     | Није учествовала | Није учествовала | Није учествовала | Није учествовала |
| 1998.  | Четвртфинале         | 9                | 5                | 4                | 7.               |
| 2002.  | Није учествовала     | Није учествовала | Није учествовала | Није учествовала | Није учествовала |
| 2006.  | Четвртфинале         | 9                | 5                | 4                | 7.               |
| 2010.  | Утакмица за 3. место | 9                | 8                | 1                |                  |
| 2014.  | Утакмица за 3. место | 9                | 6                | 3                | 4.               |
| 2019.  | Друга фаза           | 5                | 3                | 2                | 9.               |
| 2023.  | Четвртфинале         | 8                | 6                | 2                | 6.               |
| Укупно | —                    | 49               | 33               | 16               | —                |

### Европско првенство(15)
| Година     | Домет                                 | Ут.                                   | Доб.                                  | Изг.                                  | Позиција                              |
| ---------- | ------------------------------------- | ------------------------------------- | ------------------------------------- | ------------------------------------- | ------------------------------------- |
| 1937.      | Финале                                | 5                                     | 5                                     | 0                                     |                                       |
| 1939.      | Финале                                | 7                                     | 7                                     | 0                                     |                                       |
| 1946—1991. | Види репрезентацију Совјетског Савеза | Види репрезентацију Совјетског Савеза | Види репрезентацију Совјетског Савеза | Види репрезентацију Совјетског Савеза | Види репрезентацију Совјетског Савеза |
| 1993.      | Није учествовала                      | Није учествовала                      | Није учествовала                      | Није учествовала                      | Није учествовала                      |
| 1995.      | Финале                                | 9                                     | 7                                     | 2                                     |                                       |
| 1997.      | Четвртфинале                          | 9                                     | 5                                     | 4                                     | 6.                                    |
| 1999.      | Четвртфинале                          | 9                                     | 7                                     | 2                                     | 5.                                    |
| 2001.      | Четвртфинале                          | 4                                     | 2                                     | 2                                     | 12.                                   |
| 2003.      | Финале                                | 6                                     | 6                                     | 0                                     |                                       |
| 2005.      | Четвртфинале                          | 6                                     | 5                                     | 1                                     | 5.                                    |
| 2007.      | Утакмица за 3. место                  | 9                                     | 8                                     | 1                                     |                                       |
| 2009.      | Друга фаза                            | 6                                     | 1                                     | 5                                     | 11.                                   |
| 2011.      | Четвртфинале                          | 11                                    | 8                                     | 3                                     | 5.                                    |
| 2013.      | Финале                                | 11                                    | 8                                     | 3                                     |                                       |
| 2015.      | Финале                                | 9                                     | 7                                     | 2                                     |                                       |
| 2017.      | Осмина финала                         | 6                                     | 4                                     | 2                                     | 9.                                    |
| 2022.      | Осмина финала                         | 6                                     | 2                                     | 4                                     | 15.                                   |
| Укупно     | —                                     | 113                                   | 82                                    | 31                                    | —                                     |

## Појединачни успеси
- Идеални тим Светског првенства:
  - Линас Клејза (2010)
  - Јонас Валанчјунас (2023)

- Најкориснији играч Европског првенства:
  - Шарунас Марчуљонис (1995)
  - Шарунас Јасикевичијус (2003)

- Идеални тим Европског првенства:
  - Шарунас Марчуљонис (1995)
  - Арвидас Сабонис (1995)
  - Шарунас Јасикевичијус (2003)
  - Саулијус Штомбергас (2003)
  - Рамунас Шишкаускас (2007)
  - Линас Клејза (2013)
  - Јонас Валанчјунас (2015)
  - Јонас Мачијулис (2015)